# Khnkoyan
Khnkoyan (in armeno Խնկոյան?) è un comune di 414 abitanti (2001) della Provincia di Lori in Armenia.